# زیگمونت بیه‌شادتسکی
زیگمونت بیه‌شادتسکی (لهستانی: Zygmunt Biesiadecki؛ ‏ ۲۶ اکتبر ۱۸۹۴ – ژانویهٔ ۱۹۴۴) بازیگر و کارگردان فیلم اهل لهستان بود که مابین سال‌های ۱۹۱۲ تا ۱۹۳۹ در سینما و تئاتر فعالیت داشت. او در جریان جنگ جهانی دوم یکی از اعضای گروه مقاوت بود که سرانجام توسط نیروهای آلمانی دستگیر و در کنار همسرش در یک اعدام خیابانی در ژانویه ۱۹۴۴ تیرباران شدند.
از فیلم‌هایی که وی در آن‌ها نقش داشته‌است، می‌توان به اسکادران درخشان اشاره نمود.